# Bacabal Esporte Clube
Il Bacabal Esporte Clube, meglio noto come Bacabal, è una società calcistica brasiliana con sede nella città di Bacabal, nello stato del Maranhão.

## Storia
Il Bacabal Esporte Clube è stato fondato il 14 maggio 1974. Ha vinto il Campionato Maranhense nel 1996, dopo aver sconfitto il Sampaio Corrêa e il Caxiense nella finale a tre. Il Bacabal ha partecipato al Campeonato Brasileiro Série C nel 1995, e nel 2008, dove è stato eliminato alla prima fase in entrambe le edizioni.

## Palmarès

### Competizioni statali
- Campionato Maranhense: 1

1996
- Campeonato Maranhense Segunda Divisão: 1

2017